# Anubis

Anubis.

Anubis (cuyo nombre egipcio es Anpu) es el guardián de las tumbas asociado con la muerte y la vida después de ésta en la religión del Antiguo Egipto señor de las necrópolis y patrón de los embalsamadores, representado como un chacal o un perro salvaje, o como un hombre con cabeza de chacal. El significado de Anubis, Inpu en egipcio antiguo, Anub en copto, Ἄνουβις (Anubis) en griego antiguo, sigue siendo algo difuso: se han propuesto numerosas explicaciones, pero puede ser solo una onomatopeya del aullido del chacal. Probablemente la forma canina del dios fue inspirada a los antiguos egipcios por el comportamiento de los cánidos, a menudo carroñeros oportunistas vagando en la noche por los cementerios en busca de cadáveres que desenterrar. Al contrario, Anubis era el protector y guía de los difuntos, profusamente representado en el arte funerario.
Los principales epítetos del dios Anubis resaltan sus vínculos con los grandes cementerios del país y su papel como deidad funeraria. Su culto está atestiguado en todo el territorio de Egipto desde el siglo XXXII a. C. y fue intenso durante más de tres milenios, solo apagado entre los siglos IV y VI al implantarse el cristianismo. Aunque Anubis era una deidad nacional, estaba sin embargo estrechamente vinculado a los nomos XVI y XVIII del Alto Egipto y en especial a la ciudad de Hardaï, más conocida por el nombre griego de Cinópolis, que significa «ciudad de los perros».
Los sacerdotes egipcios son el origen de muchas de las tradiciones relativas a los vínculos familiares de Anubis, haciendo de él el hijo de Ra con Neftis. Una versión del griego Plutarco en el siglo II narra que era el hijo ilegítimo de Neftis y Osiris. Cuando este fue asesinado y desmembrado por Set, Anubis participó junto a Isis y Neftis en la reconstrucción del cuerpo de Osiris, inaugurando, con este gesto, la práctica de la momificación. Asignado para vigilar el «Paraíso Occidental» —un eufemismo para referirse a la tierra de los muertos— Anubis da allí la bienvenida a los muertos, momifica los cuerpos para hacerlos incorruptibles y eternos, purifica los corazones y los espíritus contaminados por la bajeza terrestre, evalúa las almas con el pesaje del corazón y proporciona muchas ofrendas de alimentos para que el difunto alcance el rango de ancestro.

## Denominación
La deidad egipcia Anubis es uno de sus más antiguos dioses. La manera de escribir su nombre en caracteres jeroglíficos ha evolucionado a lo largo de los siglos, yendo desde el símbolo único del perro acostado a un grupo de signos fonéticos determinados a veces con el símbolo canino. A pesar de numerosas suposiciones, el significado del nombre es confuso e inexplicable. Las últimas proponen una onomatopeya. Las diferentes funciones funerales de Anubis se reflejan en sus cinco principales epítetos y le convierten en señor del dominio de los muertos.

### Nombres
| i | n · p | G43 | E16 |

| i | n · p | G43 | E16 |

#### Jeroglíficos
El teónimo Anubis de un juego Inpu (Inpu, Anpu, Anup, Anupu) por el intermedio de su forma helenizada Ἄνουβις (Anubis).
El dios Anubis, o un dios canino tipo Anubis, es uno de los dioses más antiguos del Egipto antiguo. Desde el período predinástico se conoce el jeroglífico del canino recostado (en el suelo o sobre una capilla) Las excavaciones arqueológicas en Umm el-Qaab, la necrópolis real de la ciudad de Abidos, descubrieron fragmentos de etiquetas de cerámica y marfil que incluyen el ideograma del canino recostado, datadas en tiempos del rey Escorpión del periodo protodinástico de Egipto y del rey Den de la primera dinastía (entre 3200 y 3000 a. C.). Durante el imperio Antiguo se encuentran frecuentemente textos jeroglíficos con fórmulas de ofrendas funerarias que generalmente los egiptólogos interpretan como símbolo de Anubis. Es muy difícil atribuir divinidad a este, porque el nombre de Anubis no se escribe con jeroglíficos fonéticos antes de la dinastía VI, alrededor de 2200 a. C. En los monumentos, el ideograma es el único modo de escritura durante la IV y V dinastía.

## Iconografía
Anubis era representado como un hombre con cabeza de cánido o como un perro egipcio o chacal negros, por el color de la putrefacción de los cuerpos y de la tierra fértil, símbolo de resurrección. Ocasionalmente aparece como un cánido que acompaña a Isis. La asociación con el chacal se debe, probablemente, al hábito de este animal de desenterrar los cadáveres de las tumbas para alimentarse. Anubis era representado con pelaje negro, a pesar de que los chacales tienen un pelaje rojizo, debido a que ese color simbolizaba la resurrección y la fertilidad, por el color del limo traído por el Nilo cada año, que renovaba la fertilidad de los campos. En el arte funerario se muestra a Anubis atendiendo a la momia del fallecido y sentado sobre la tumba protegiéndola. Los sellos de las tumbas durante el Imperio Nuevo también mostraban al chacal Anubis sentado sobre los "nueve arcos" simbolizando su dominio sobre los enemigos de Egipto.

## Mitología
Anubis era el antiguo dios de la Duat o inframundo. Anubis estaba relacionado no solo con la muerte sino también con la vida de ultratumba y era representado en color negro, color que representa la regeneración, la conservación eterna y la fertilidad.

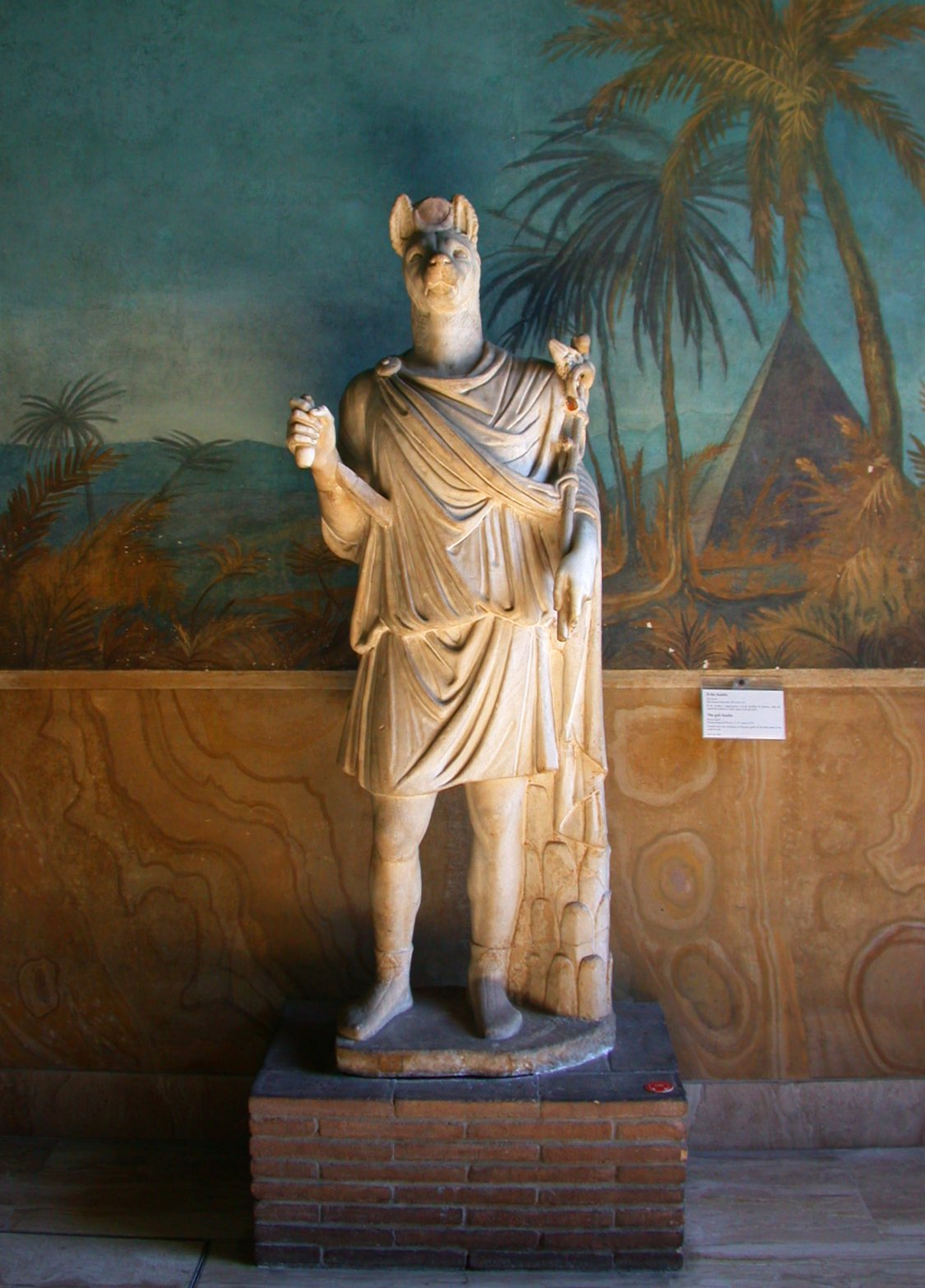
Hermanubis, estatua de la época romana. Museo Vaticano.

Cuando Osiris subió al poder en el mundo de los muertos, la Duat, Anubis tomó un papel secundario, limitándose a embalsamar los cuerpos de los difuntos, guiarlos a la necrópolis y protegerlos con su vida. Los sacerdotes de Anubis usaban unas máscaras rituales con su figura en la ceremonia de embalsamamiento. También Anubis era el encargado de vigilar, junto a Horus, la balanza en la que se pesaban los corazones de los difuntos durante el Juicio de Osiris.
Los primeros textos religiosos no le asignan progenitores, aunque en los Textos de las Pirámides su hija es Qebehut, la diosa que purificaba al difunto. En los Textos de los Sarcófagos, Bastet o Hesat, eran mencionadas como su madre. En otros textos era hijo de Ihet (diosa de la mitología de Esna); también de Ra y Neftis, de Seth y Neftis, de Sejmet-Isis y Osiris (en Menfis), o de Sopedu.
Plutarco escribió que Anubis era hijo de Osiris y Neftis. Osiris dejó embarazada a Neftis, la hermana de Isis, en vez de a su esposa porque Neftis se disfrazó de Isis, según otros textos. Así, Neftis engendró a Anubis.
También Anubis es considerado hijo ilegítimo de Seth, engendrado por Neftis. Set decide asesinarlo al enterarse de su nacimiento, pero Neftis entregará el niño a Isis, la hermana y esposa de Osiris, quien lo protege y cría. Cuando Set mata a Osiris, Anubis ayudará a Isis a resucitar al dios. Por esta razón Anubis era el encargado de embalsamar a los faraones y guiarlos a la necrópolis.

## Roles

### Embalsamador
Como jmy-wt (Imiut o el fetiche Imiut), "el que está en el lugar de embalsamamiento", Anubis se asoció con la momificación. También fue llamado ḫnty zḥ-nṯr, "el que preside la cabina del dios", donde "cabina" podría referirse al lugar en el que se llevó a cabo el embalsamamiento o a la cámara funeraria del faraón.
En el mito de Osiris, Anubis ayudó a Isis a embalsamar a Osiris. De hecho, cuando surgió el mito de Osiris se dijo que después de que Seth matara a Osiris los órganos de este fueron entregados a Anubis como regalo. Con esta conexión Anubis se convirtió en el dios patrón de los embalsamadores; las ilustraciones del Libro de los Muertos a menudo muestran a un sacerdote durante los ritos de momificación con la máscara de chacal sosteniendo a la momia erguida.

### Protector de tumbas

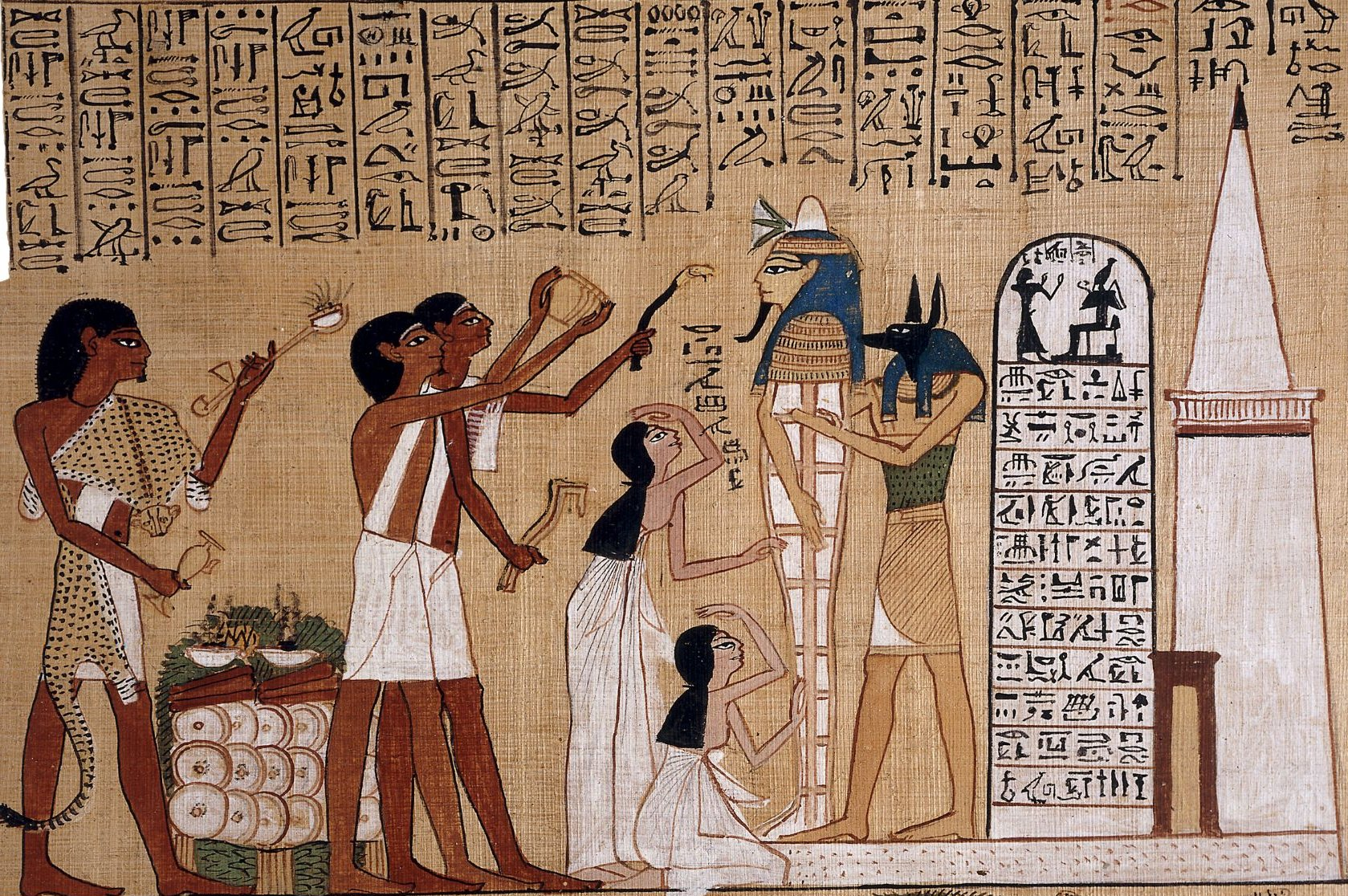
Ceremonia de apertura de boca.

Anubis era el protector de tumbas y cementerios. Varios epítetos adjuntos a su nombre en textos egipcios e inscripciones se refieren a ese papel. Khenty-Amentiu, que significa "principal de los occidentales" y también era el nombre de un dios funerario canino diferente, aludía a su función protectora porque los muertos solían ser enterrados en la orilla occidental del Nilo. Tomó otros nombres en relación con su función funeraria, como tpy-ḏw.f (Tepy-djuef), "el que está sobre su montaña" (es decir, vigilando las tumbas desde arriba), y nb-t3-ḏsr (Neb-ta-djeser), "el señor de la tierra sagrada", que lo designa como dios del desierto en las necrópolis.
El papiro Jumilhac cuenta una historia en la que Anubis protegió el cuerpo de Osiris de Set. Set intentó atacar el cuerpo de Osiris transformándose en un leopardo. Sin embargo Anubis detuvo y sometió a Set y marcó la piel de este con un hierro candente. Después Anubis desolló a Set y usó su piel como una advertencia contra los malhechores que profanaran las tumbas de los muertos. Los sacerdotes que atendían a los muertos vestían pieles de leopardo para conmemorar la victoria de Anubis sobre Set. La leyenda de Anubis marcando la piel de Set en forma de leopardo se usó para explicar cómo el leopardo obtuvo sus manchas.
La mayor parte de las tumbas antiguas tenían oraciones a Anubis talladas en ellas.

### Guía de almas
A finales de la época faraónica (664-332 a. C.) Anubis era representado a menudo como guía de las personas a través del umbral del mundo de los vivos hacia el inframundo. Aunque a veces Hathor con cabeza de vaca desempeñaba un papel similar, Anubis era más comúnmente elegido para cumplir esa función. Los escritores griegos del período romano de la historia egipcia designaron ese papel como el de "psicopompo", un término griego que significa "guía de las almas" que usaban para referirse a su propio dios Hermes, quien también desempeñaba ese papel en la religión griega. El arte funerario de ese período representa a Anubis guiando a hombres o mujeres vestidos con ropas griegas a la presencia de Osiris, quien para entonces había reemplazado a Anubis como gobernante del inframundo.

### Pesador de corazones

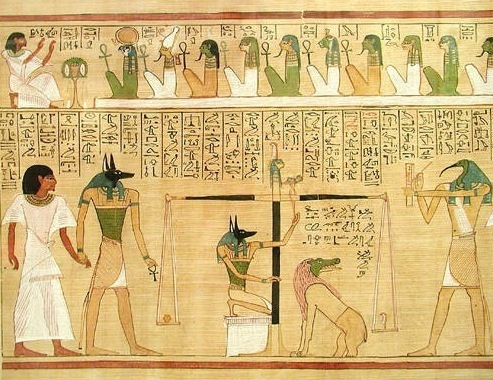
El "pesaje del corazón", del libro de los muertos de Hunefer. Anubis es retratado guiando al difunto hacia adelante y manipulando la balanza, bajo el escrutinio de Thoth con cabeza de ibis.

Uno de los papeles de Anubis era el de "guardián de las balanzas". La escena crítica que representa el pesaje del corazón, en el Libro de los Muertos, muestra a Anubis realizando una medición que determinaba si la persona era digna o no de entrar en el reino de los muertos (el inframundo, conocido como Duat). Al pesar el corazón de una persona fallecida con Ma'at ("Verdad"), que a menudo se representaba como una pluma de avestruz, Anubis dictaba el destino de las almas. Las almas más pesadas que una pluma serían devoradas por Ammit y las más ligeras que una pluma entrarían a una existencia paradisíaca.

## Epítetos
Recibió los epítetos y títulos de: "Señor de las necrópolis", "Señor de la Tierra Sagrada", "Señor del País Sagrado", "Señor de Rosetau", "El que está sobre su montaña", "Señor de las cavernas", "El que preside la capilla divina", "El que está en la cámara del embalsamamiento", "Señor de los embalsamadores", "El que está sobre las vendas", "El que cuenta los corazones", y "Señor de Nubia".

## Sincretismo

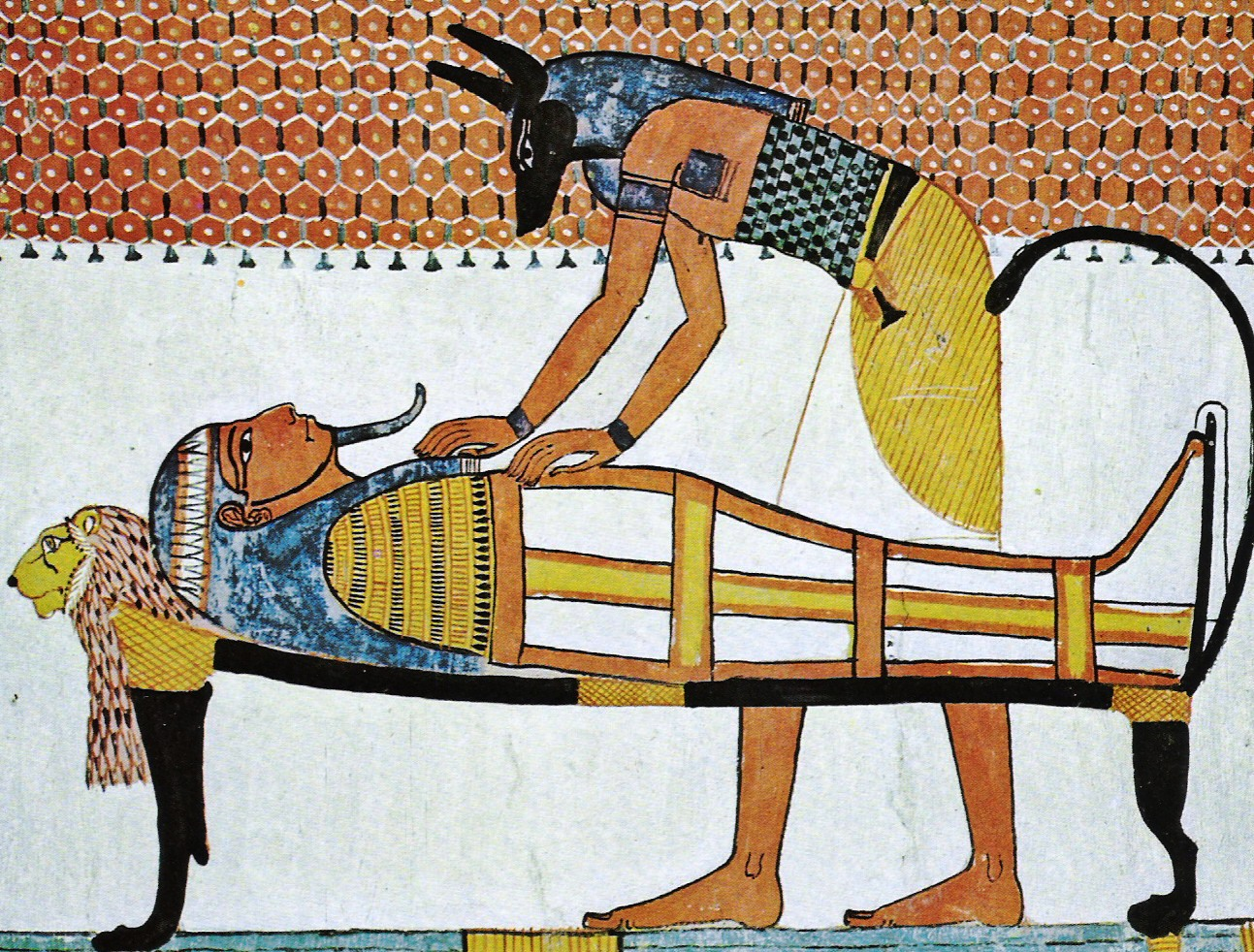
Bajo un dosel, Sennedyem, en proceso de momificación por un sacerdote con máscara de Anubis sobre un lecho zoomorfo donde el león simboliza el final del viaje a la Duat. Tumba TT1.

Tanto en Asiut como en Menfis se le relacionó con Osiris. Varias de sus manifestaciones son Jentyamentiu, Tepydyeduef o Nebtadyeser, además estaba estrechamente relacionado con Horus (Heru-em-Anpu) y Sokar. Estaba también relacionado con Nemty.

## Culto
Dios originario de Behedet, según Jacques Pirenne, y dios principal de Bata, fue venerado en Inpu (Cinópolis), Naret-ef-jent o Sauty (Licópolis) y Menfis, y también en los santuarios de muchas necrópolis. En la época griega, helenística o tolemaica (siglos IV a I a. C.), los griegos lo fusionaron con Hermes, al ser ambos guías de los muertos, creando a Hermanubis con el centro de su culto en Cinópolis. Aunque griegos y romanos en general despreciaban a los dioses egipcios con cabeza de animal como extraños y primitivos, a veces asociaron a Anubis con la estrella Sirio en el cielo y con Cerbero y Hades en el inframundo. En el libro XI del Asno de Oro de Apuleyo hay evidencia de que el culto a Hermanubis continuó en Roma al menos hasta el siglo II y, de hecho, también aparece en la literatura hermética y alquimista medieval y renacentista.

## Nota
1. ↑  La escritura jeroglífica representa las consonantes y algunas semi-vocales, prescindiendo de las vocales. Por consiguiente, la vocalización exacta de la palabra egipcia se perdió (Betrò, 1995, p. 19-22). La presencia de la semi-vocal -o según Claudia lo dijo Pierre Lacau el valor fonético de inpou (castellanizado inpu) es *einoupew (o algo similar), el téonimo deriva a Ἄνουβις (Anoubis) en griego antiguo (Libro I de la Biblioteca histórica de Diodoro de Sicilia por ejemplo) o Άνουπις (Anoupis) o Ένουβις (Enoubis), Anubis en latín y Anoup en copto. Pascal Vernus utiliza el teónimo Anoubis en su libro Dioses de Egipto, Paris, 1998, (p. 185) que juzga más correcto. Según Terence, la pronunciación egipcia DuQuesne sería *yanoup (castellanizado "Yanup") (DuQuesne, 2005, p. 80-81).
2. ↑  Jeroglíficos E15 y E16 de la clasificación de los jeroglíficos de Gardiner.